# Veratrum stenophyllum
Veratrum stenophyllum là một loài thực vật có hoa trong họ Melanthiaceae. Loài này được Diels miêu tả khoa học đầu tiên năm 1912.